# Handebol nos Jogos Olímpicos de Verão de 1980
O handebol nos Jogos Olímpicos de Verão de 1980 foi realizado em Moscou, na Rússia, entre os dias 20 e 30 de julho. Um total de 100.493 espectadores acompanharam as partidas nos ginásios Sokolniki Sports Palace e Dynamo Sports Palace, locais de disputa do handebol.

## Masculino
| Ouro | Prata | Bronze |
| Alemanha Oriental Siegfried Voigt Günter Dreibrodt Peter Rost Klaus Gruner Hans-Georg Beyer Dietmar Schmidt Hartmut Krüger Lothar Doering Ernst Gerlach Frank-Michael Wahl Ingolf Wiegert Wieland Schmidt Rainer Höft Hans-Georg Jaunich | União Soviética Mikhail Ishchenko Viktor Makhorin Sergei Kushniriuk Aleksandr Karshakevich Vladimir Kravtsov Vladimir Belov Anatoli Fediukin Aleksandr Anpilogov Evgeni Chernyshov Aleksei Zhuk Nikolai Tomin Yuri Kidiaev Vladimir Repiev Valdemar Novitski | Romênia Nicolae Munteanu Marian Dumitru Iosif Boros Maricel Voinea Vasile Stînga Radu Voina Cezar Draganita Cornel Durau Stefan Birtalan Alexandru Fölker Neculai Vasilca Lucian Vasilache Adrian Cosma Claudiu Ionescu |

### Primeira fase
As equipes primeiro colocadas em cada grupo disputam a medalha de ouro na final. As equipes que terminaram em segundo lugar em cada um dos dois grupos disputaram a medalha de bronze.

#### Grupo A
| Equipe                | Pts | J | V | E | D | GP  | GC  |
| --------------------- | --- | - | - | - | - | --- | --- |
| GDR Alemanha Oriental | 9   | 5 | 4 | 1 | 0 | 108 | 92  |
| HUN Hungria           | 8   | 5 | 3 | 2 | 0 | 96  | 88  |
| ESP Espanha           | 5   | 5 | 2 | 1 | 2 | 102 | 106 |
| POL Polônia           | 5   | 5 | 2 | 1 | 2 | 123 | 97  |
| DEN Dinamarca         | 2   | 5 | 1 | 0 | 4 | 96  | 104 |
| CUB Cuba              | 1   | 5 | 0 | 1 | 4 | 103 | 141 |

| 20 de julho       |       |           |
| Dinamarca         | 30–18 | Cuba      |
| Polônia           | 20–20 | Hungria   |
| Alemanha Oriental | 21–17 | Espanha   |
| 22 de julho       |       |           |
| Polônia           | 34–19 | Cuba      |
| Dinamarca         | 19–20 | Espanha   |
| Alemanha Oriental | 14–14 | Hungria   |
| 24 de julho       |       |           |
| Espanha           | 17–20 | Hungria   |
| Dinamarca         | 12–26 | Polônia   |
| Alemanha Oriental | 27–20 | Cuba      |
| 26 de julho       |       |           |
| Espanha           | 24–24 | Cuba      |
| Dinamarca         | 15–16 | Hungria   |
| Alemanha Oriental | 22–21 | Polônia   |
| 28 de julho       |       |           |
| Hungria           | 26–22 | Cuba      |
| Polônia           | 22–24 | Espanha   |
| Alemanha Oriental | 24–20 | Dinamarca |

#### Grupo B
| Equipe              | Pts | J | V | E | D | GP  | GC  |
| ------------------- | --- | - | - | - | - | --- | --- |
| URS União Soviética | 8   | 5 | 4 | 0 | 1 | 134 | 75  |
| ROM Romênia         | 8   | 5 | 4 | 0 | 1 | 119 | 88  |
| YUG Iugoslávia      | 8   | 5 | 4 | 0 | 1 | 132 | 92  |
| SUI Suíça           | 4   | 5 | 2 | 0 | 3 | 110 | 98  |
| ALG Argélia         | 2   | 5 | 1 | 0 | 4 | 94  | 124 |
| KUW Kuwait          | 0   | 5 | 0 | 0 | 5 | 64  | 176 |

| 20 de julho     |       |            |
| Iugoslávia      | 22–18 | Argélia    |
| Romênia         | 32–12 | Kuwait     |
| União Soviética | 22–15 | Suíça      |
| 22 de julho     |       |            |
| Romênia         | 26–18 | Argélia    |
| União Soviética | 38–11 | Kuwait     |
| Iugoslávia      | 26–21 | Suíça      |
| 24 de julho     |       |            |
| Suíça           | 32–14 | Kuwait     |
| União Soviética | 33–10 | Argélia    |
| Iugoslávia      | 23–21 | Romênia    |
| 26 de julho     |       |            |
| Suíça           | 26–18 | Argélia    |
| Iugoslávia      | 44–10 | Kuwait     |
| União Soviética | 19–22 | Romênia    |
| 28 de julho     |       |            |
| Kuwait          | 17–30 | Argélia    |
| Romênia         | 18–16 | Suíça      |
| União Soviética | 22–17 | Iugoslávia |

#### 11º-12º lugar
| 30 de julho |       |        |
| Cuba        | 32–24 | Kuwait |

#### 9º-10º lugar
| 30 de julho |       |         |
| Dinamarca   | 28–20 | Argélia |

#### 7º-8º lugar
| 30 de julho |       |       |
| Polônia     | 23–22 | Suíça |

#### 5º-6º lugar
| 30 de julho |       |            |
| Espanha     | 24–23 | Iugoslávia |

### Disputa pelo bronze
| 30 de julho |       |         |
| Hungria     | 18–20 | Romênia |

### Final
| 30 de julho       |       |                 |
| Alemanha Oriental | 23–22 | União Soviética |

### Classificação final
| Pos. | País              |
| ---- | ----------------- |
|      | Alemanha Oriental |
|      | União Soviética   |
|      | Romênia           |
| 4    | Hungria           |
| 5    | Espanha           |
| 6    | Iugoslávia        |
| 7    | Polónia           |
| 8    | Suíça             |
| 9    | Dinamarca         |
| 10   | Argélia           |
| 11   | Cuba              |
| 12   | Kuwait            |

## Feminino
| Ouro | Prata | Bronze |
| União Soviética Natalia Timoshkina Larisa Karlova Irina Palchikova Zinaida Turchina Tatiana Kochergina Liudmila Poradnik Larisa Savkina Aldona Nenenene Yulia Safina Olga Zubareva Valentina Lutaeva Liubov Odinokova Sigita Strechen Natalia Lukianenko | Iugoslávia Ana Titlić Slavica Jeremić Zorica Vojinović Radmila Drljača Katica Ileš Mirjana Ognjenović Svetlana Anastasovski Rada Savić Svetlana Kitić Mirjana Đurica Biserka Višnjić Vesna Radović Jasna Merdan Vesna Milošević | Alemanha Oriental Hannelore Zober Katrin Krüger Evelyn Matz Roswitha Krause Christina Rost Petra Uhlig Claudia Wunderlich Sabine Röther Kornelia Kunisch Marion Tietz Kristina Richter Waltraud Kretzschmar Birgit Heinecke Renate Rudolph |

### Grupo Único
| Equipe                | Pts | J | V | E | D | GP  | GC  |
| --------------------- | --- | - | - | - | - | --- | --- |
| URS União Soviética   | 10  | 5 | 5 | 0 | 0 | 99  | 52  |
| YUG Iugoslávia        | 7   | 5 | 3 | 1 | 1 | 107 | 67  |
| GDR Alemanha Oriental | 7   | 5 | 3 | 1 | 1 | 91  | 58  |
| HUN Hungria           | 3   | 5 | 1 | 1 | 3 | 80  | 74  |
| TCH Checoslováquia    | 3   | 5 | 1 | 1 | 3 | 68  | 78  |
| CGO Congo             | 0   | 5 | 0 | 0 | 5 | 46  | 159 |

| 21 de julho       |       |                 |
| União Soviética   | 30–11 | Congo           |
| Alemanha Oriental | 16–10 | Checoslováquia  |
| Hungria           | 10–19 | Iugoslávia      |
| 23 de julho       |       |                 |
| União Soviética   | 17–7  | Checoslováquia  |
| Hungria           | 39–10 | Congo           |
| Alemanha Oriental | 15–15 | Iugoslávia      |
| 25 de julho       |       |                 |
| União Soviética   | 16–12 | Hungria         |
| Alemanha Oriental | 28–6  | Congo           |
| Checoslováquia    | 15–25 | Iugoslávia      |
| 27 de julho       |       |                 |
| União Soviética   | 18–9  | Iugoslávia      |
| Checoslováquia    | 23–10 | Congo           |
| Alemanha Oriental | 19–9  | Hungria         |
| 29 de julho       |       |                 |
| Iugoslávia        | 39–9  | Congo           |
| Hungria           | 10–10 | Checoslováquia  |
| Alemanha Oriental | 13–18 | União Soviética |